# William Lax
William Lax FRS (Ravensworth, 1761 – St Ippolyts, Hertfordshire, 29 de outubro de 1836) foi um astrônomo e matemático inglês, Professor Lowndeano de Astronomia e Geometria na Universidade de Cambridge durante 41 anos.

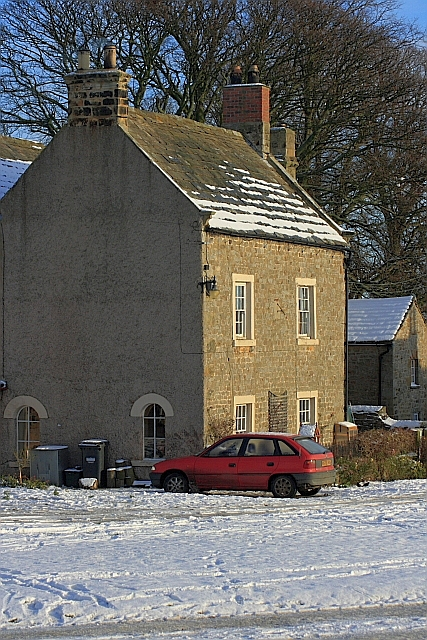
A antiga grammar school em Kirby Hill.

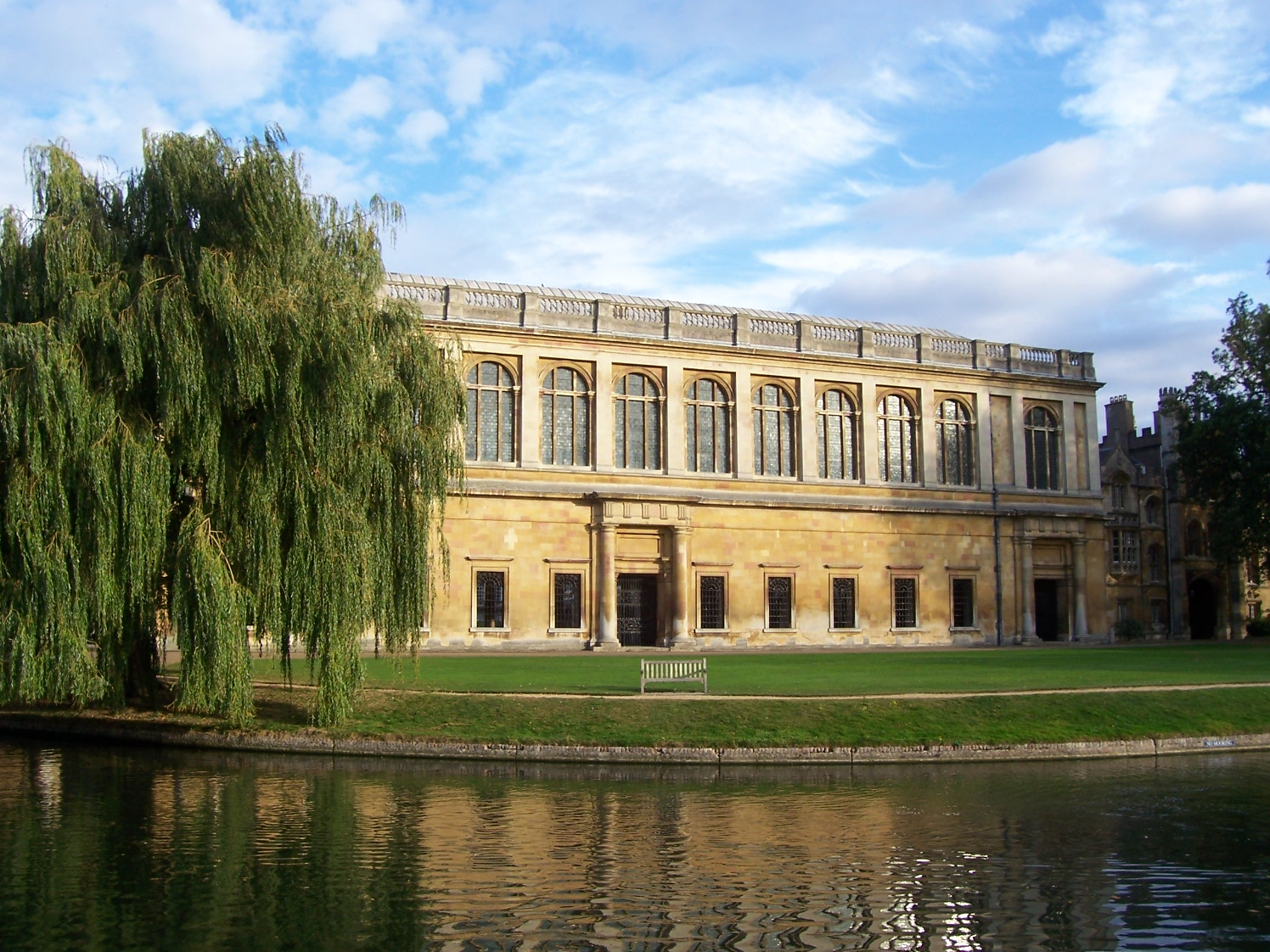
Wren Library, Trinity College, Cambridge.

## Membro da Royal Society

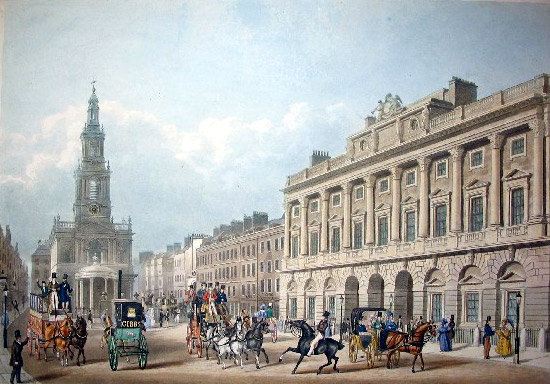
Somerset House in 1836, where the Royal Society met in Lax's time.

Lax foi eleito membro da Royal Society em 5 de maio de 1796. Foi nomeado pelos astrônomos Nevil Maskelyne, Anthony Shepherd, Richard Farmer e William Wales.

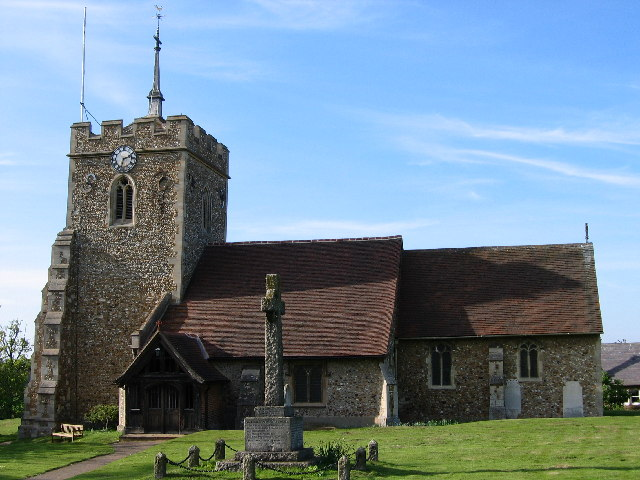
St Ippolyts Church